# Pyrrhula
Pyrrhula je rod ptáků z čeledi pěnkavovitých podčeledi Carduelinae. V českém názvosloví se pro všechny taxony používá název hýl.

## Rozšíření
Rod Pyrrhula je rozšířen v palearktické oblasti, převážně v Asii. Do Evropy zasahuje hýl obecný (Pyrrhula pyrrhula) a dále na západ je na Azorách areál výskytu (Pyrrhula murina) a vyhynulého (Pyrrhula crassa).

## Taxonomie
Rod Pyrrhula ustanovil v roce 1760 Brisson tautonymicky z Linného pojmenování pro hýla obecného „Loxia pyrrhula“ z roku 1758. Základem názvu je řecké slovo Πυρος = oheň.

## Vzhled
Společnými znaky taxonů jsou: leskle černá křídla a ocas, bílý kostřec, černá škraboška a silný černý zobák (kromě (Pyrrhula nipalensis), který má zobák šedý).
| Český název                           | Latinský název                                                               | Obrázek | Domovina                                                    | Poznámka |
| ------------------------------------- | ---------------------------------------------------------------------------- | ------- | ----------------------------------------------------------- | --- |
| hýl azorský                           | Pyrrhula murina Godman, 1866                                                 |         | endemit ostrova São Miguel                                  | |
| hýl filipínský                        | Pyrrhula leucogenis Ogilvie-Grant, 1895                                      |         | Filipíny                                                    | ssp. (P. l. leucogenis) (P. l. steerei) |
| hýl obecný                            | Pyrrhula pyrrhula (Linnaeus, 1758)                                           |         | Eurasie                                                     | ssp. (P. p. caspica) (P. p. cassinii) (P. p. cineracea) (P. p. evropaea) (P. p. griseiventris) (P. p. iberiae) (P. p. paphlagoniae) (P. p. pileata) (P. p. pyrrhula) (P. p. rosacea) (P. p. rossikowi) |
| hýl rezavohlavý syn. hýl šedooranžový | Pyrrhula erythrocephala Vigors, 1832                                         |         | Bhútán, severní Indie, Nepál                                | |
| hýl rezavý syn. hýl oranžový          | Pyrrhula aurantiaca Gould, 1858                                              |         | Indie a Pákistán                                            | |
| hýl šedohlavý                         | Pyrrhula nipalensis Hodgson, 1836                                            |         | Pákistán, Indie, Nepál, Čína, Indočína, Malajsie, Tchaj-wan | ssp. (P. n. nipalensis) (P. n. ricketti) (P. n. uchidai) (P. n. victoriae) (P. n. waterstradti) |
| hýl škraboškový                       | Pyrrhula erythaca Blyth, 1862                                                |         | Bhútán, Čína, Indie, Myanmar a Nepál                        | |
| (hýl tchajwanský)                     | Pyrrhula owstoni Rothschild & Hartert, 1907 syn. (Pyrrhula erythaca owstoni) |         | Tchaj-wan                                                   | |
|                                       | Pyrrhula crassa† Rando et al., 2017                                          |         | endemit Azor                                                | vyhynulý druh |
|                                       | Pyrrhula gali† Kessler, 2013                                                 |         |                                                             | vyhynulý druh |
|                                       | Pyrrhula minor† Kessler, 2013                                                |         |                                                             | vyhynulý druh |